# Hedgehog (groupe)
Pour les articles homonymes, voir Hedgehog.
Hedgehog (刺猬 ; en chinois) est un groupe de rock indépendant chinois.

## Biographie
Formé en 2005, Hedgehog est l'un des plus reconnus du rock indépendant en Chine,. Ce groupe chante, selon les chansons et les albums, en chinois mandarin ou en anglais. Le groupe est principalement influencé par d'autres groupes tels que The Jesus and Mary Chain, The Ramones et Nirvana. Le groupe se sépare d'un de ses membres, qui a joué comme bassiste de 2006 à 2009.
Le 21 octobre 2010, le groupe participe au CMJ Festival de New York, aux États-Unis. City Weekend, journal anglophone gratuit distribué en Chine, le place dans ses listes The Beijing Bands You Should Already Know About et The Hottest Bands of 2011. En 2011, le groupe fait une tournée aux États-Unis, avec Xiu Xiu.

## Membres

### Membres actuels
- ZO (子健) - chant, guitare[1]
- Atom (阿童木) - batterie, chant[1]
- Fun (何一帆) - basse[1]

### Ancien membre
- Box (博宣) - basse (2006–2009)

## Discographie
- 2006 : Happy Idle Kid
- 2007 : Noise Hit World
- 2009 : Blue Day Dreaming
- 2011 : Honeyed and Killed
- 2011 : DEstroy meMOries
- 2011 : Still Alive (bootleg)
- 2012 : Sun Fun Gun
- 2014 : Phantom Pop Star
- 2015 : Neurons
- 2018 : Sound of Life Towards
- 2020 : A Newborn White Immortal
- 2022 : Crow Valley - It's All Connected